# Take Over The Moon
Take Over The Moon — второй мини-альбом китайской группы WayV. Альбом был выпущен 29 октября 2019 года, он состоит из шести песен, с «Moonwalk» в качестве ведущего сингла.

## Предпосылки
Группа выпустила обложку альбома и фото-тизеры. На фотографии изображены участники, изображающие из себя разные лунные циклы.

## Композиции
«Moonwalk» входит в альбом, который также включает пять других треков, которые варьируются от соблазнения «Love Talk» до приподнятого нового свинга «We Go nanana». Альтернативный R&B «King of Hearts» и свежая баллада «Face to Face» разделены между рэперами и вокалистами группы, с ВинВином, Лукасом, Хендери и ЯнЯном и на первом Кун, Тэн и Сяоцзюнь.

## Промоушен
У WayV был первый шоукейс для альбома на музыкальном шоу Music Champion 30 октября, где они исполнили «Moonwalk».

## Музыкальное видео

### «Moonwalk»
Музыкальное видео было выпущено 29 октября 2019 года. Выступление группы соответствует названию песни, и музыкальное видео показывает, как участники WayV лунатируют по хореографии высокой интенсивности, когда они едут в свой конечный пункт назначения.

### «Love Talk»
Музыкальное видео английской версии песни было выпущено 5 ноября 2019 года.

## Трек-лист
| №  | Название                                                              | Текст песни               | Музыка                                                            | Длительность |
| -- | --------------------------------------------------------------------- | ------------------------- | ----------------------------------------------------------------- | ------------ |
| 1. | «天选之城 (Moonwalk)»                                                 | Yen Yun Nong              | Moonshine, Adrian Mckinnon, Tay Jasper                            | 3:43         |
| 2. | «黑夜日出 (Yeah Yeah Yeah)»                                           | 深白色                    | Mike Daley, Mitchell Owens, Jeff Lewis, Bianca “Blush” Atterberry | 3:18         |
| 3. | «秘语 (Love Talk)»                                                    | Lin Xinyi                 | LDN Noise, Adrian Mckinnon, Ebenezer Fabiyi                       | 3:53         |
| 4. | «心心相瘾 (King of Hearts)» (исполняют ВинВин, Лукас, Хендери и ЯнЯн) | 潘彦廷, Hendery, Yangyang | Daniel 'Obi' Klein, Charlotte Taft, Andreas Oberg                 | 3:18         |
| 5. | «面对面 (Face to Face)» (исполняют Кун, Тэн и Сяоцзюнь)               | Xiao Han                  | Frederik Tao Nordsø Schjoldan, Clarence Coffee Jr, Conor Maynard  | 3:27         |
| 6. | «幸福遇见 (We go nanana)»                                             | 潘彦廷, Hendery, Yangyang | Erik Lidbom, MELODESIGN                                           | 3:27         |

## Чарты
| Чарты (2019)                             | Высшая позиция |
| ---------------------------------------- | -------------- |
| Франция (SNEP)                           | 88             |
| Республика Корея (Gaon)                  | 5              |
| Великобритания (UK Digital Albums Chart) | 76             |
| США (Billboard World Albums)             | 12             |